# Punataucher

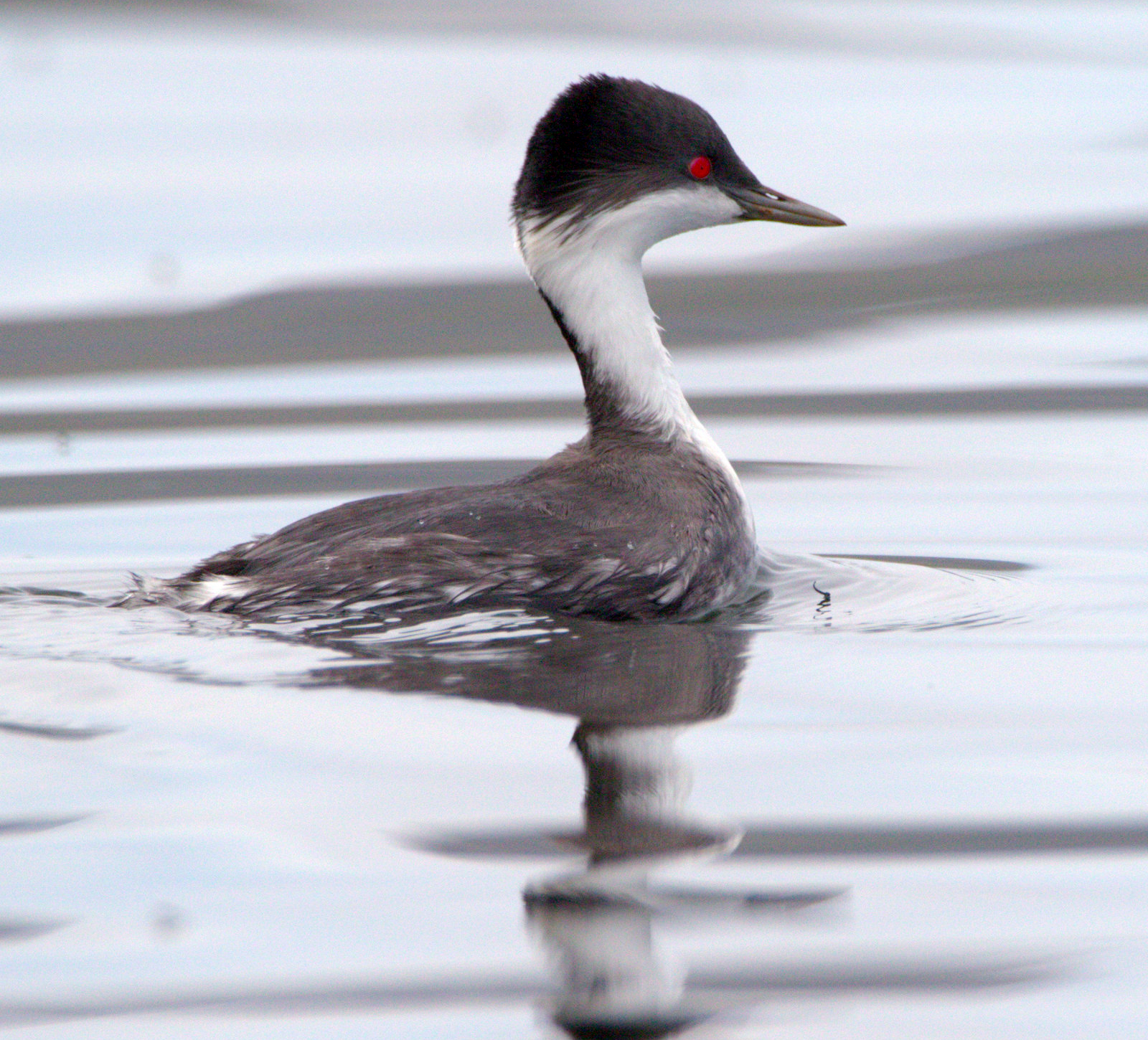
Punataucher

Der Punataucher oder Junintaucher (Podiceps taczanowskii) ist eine in Peru beheimatete flugunfähige Art der Lappentaucher. Er hat ein extrem kleines Verbreitungsgebiet, das ausschließlich den Junín-See umfasst, der in den Anden auf 4080 m Höhe liegt. Die Puna ist eine wechselfeuchte Höhenstufe der Anden über 4000 m, die sich über weite Gebiete Perus erstreckt. Deshalb ist der gelegentlich gebrauchte Name „Junintaucher“ sehr viel präziser, allerdings ist „Punataucher“ die weiter verbreitete Bezeichnung.

## Erscheinungsbild und Lebensweise
Der Punataucher sieht dem sehr viel häufigeren Inkataucher sehr ähnlich, der im südlichen Südamerika weit verbreitet ist. Er wird 35 cm lang; Kehle, Hals, Wangen und Unterseite sind weiß, Rücken und der obere Teil des Kopfes silbriggrau.
Der Junin-See ist ein 143 Quadratkilometer großes Flachgewässer, das von großen Schilfgürteln begrenzt ist. In dieser Region kann es nicht nur sehr kalt sein, sondern während des Südwinters bleiben auch Niederschläge weitgehend aus. Auf dem Junin-See lebt der Punataucher die meiste Zeit fern den Ufern in der Mitte des Sees; er brütet aber in den Schilfgürteln an den Ufern. Der Punataucher ernährt sich hauptsächlich von kleinen Schwarmfischen wie den Andenkärpflingen, deren Bestände aber deutlich zurückgehen, wenn während der Trockenzeit die Schilfgürtel trockenfallen. Punataucher jagen häufig gemeinsam nach Fischen. Dabei schwimmen sie in einer Linie vorwärts, so dass sie die Fische leichter erbeuten können. Sie halten sich während ihrer Jagd häufig in der Nähe von submersen Algenmatten auf, die besonders fischreich sind. Neben Fischen fressen sie auch Insekten und Larven.
Punataucher brüten gewöhnlich zwischen November und März, jedoch haben die vorherrschenden Wetterbedingungen Einfluss auf das Fortpflanzungsgeschehen und bei widrigem Wetter fällt in manchen Jahren die Brut völlig aus. Die Nester werden im Außenbereich der weiträumigen Schilfgürtel angelegt. Brutpaare legen jeweils nur ein Gelege, das in der Regel aus zwei Eiern besteht. Es brüten außerdem nicht alle Paare, in der Regel schreitet nur ein Drittel der adulten Population zur Brut.

## Gefährdungsursachen und Schutzbemühungen
Seit den 1950er Jahren wird das Ökosystem dieses Sees durch den Menschen massiv destabilisiert. So wurde 1955 der Upamayo-Staudamm errichtet, der dafür sorgt, dass die Schilfgürtel am Ufer regelmäßig trockenfallen. Aus stromaufwärts gelegenen Minen werden Sedimente mit toxischen Metallkonzentrationen in den See geschwemmt; in der gesamten Nordhälfte ist der Seegrund dadurch mit Eisenoxiden bedeckt und ökologisch tot. Während 1961 noch über 1000 Punataucher auf dem See gezählt wurden, waren es 1997 nur wenig mehr als hundert. Die IUCN führt den Punataucher im Status „stark bedroht“.
Die peruanische Regierung hat den Junin-See als nationales Schutzgebiet mit kontrollierter Bejagung und Befischung ausgewiesen. Im Jahr 2002 hat sie außerdem Notfallgesetze verabschiedet, um den See zu schützen und vor allem die Wasserentnahme einzuschränken. Allerdings sind diese gesetzlichen Regelungen bislang weitgehend ohne Auswirkung geblieben. Der See gehört zu den global bedeutenden Schutzgebieten der Ramsar-Konvention, er hat neben dem Punataucher auch besondere Bedeutung für die Juninralle (Laterallus tuerosi), den Juninfrosch (Batrachophrynus macrostomus) und die Welsart Pygidium oroyae. Mehrere Umweltschutzorganisationen wie beispielsweise BirdLife International und die American Bird Conservancy setzen sich deshalb wiederholt bei der peruanischen Regierung für eine Verbesserung des Schutzes dieses Sees ein.

## Etymologie und Forschungsgeschichte
Die Erstbeschreibung des Punatauchers erfolgte 1894 durch Hans Hermann Carl Ludwig von Berlepsch und Jan Sztolcman unter dem wissenschaftlichen Namen Podiceps taczanowskii. Das Typusexemplar ist ein neuer Name für Podiceps caliparaeus Taczanowski, 1886. 1787 führte John Latham die neue Gattung Podiceps ein. Dieses Wort hat seinen Ursprung in lateinisch podex, podicis, pes, pedis ‚Kloake, Annus, Fuß‘ bzw. πους, ποδος poys, podos für Fuß. Der Artname  ist Władysław Taczanowski gewidmet, der das Typusexemplar unter einem bereits vergebenen Namen erstbeschrieben hatte.